# Sky Riders
Sky Riders (en España El asalto de los hombres pájaro y en Hispanoamérica La fortaleza prohibida) es una película de acción de 1975 dirigida por Douglas Hickox y protagonizada por James Coburn, Susannah York y Robert Culp.

## Argumento
Un grupo de terroristas secuestra a la mujer y a los hijos del millonario industrial Jonas Bracken y los intentos del FBI de llevar a buen puerto el rescate de la familia de Bracken fracasan. Es entonces cuando Jim McCabe, exmarido de Ellen, decide tomarse la justicia por su cuenta. Para ello se asocia con un grupo de mercenarios, expertos paracaidistas y pilotos de ala delta. Tendrán la misión de llegar hasta lo alto de la escarpada montaña griega donde se encuentra cautiva la familia de Bracken y rescatarla sana y salva de los terroristas.

## Reparto
| Actor            | Papel               |
| ---------------- | ------------------- |
| James Coburn     | Jim McCabe          |
| Susannah York    | Ellen Bracken       |
| Robert Culp      | Jonas Bracken       |
| Charles Aznavour | Inspector Nikolidis |
| Harry Andrews    | Auerbach            |
| John Beck        | Ben                 |
| Zouzou           | Mujer terrorista    |

## Producción
Para hacer la película se rodaron unas espectaculares secuencias aéreas. Se filmaron sin problema alguno, pero en otra secuencia de la película, un electricista griego murió a causa de un explosión y esto causó a que las autoridades del país (donde se filmó la cinta) arrestasen a los productores Sandy Howard y Terry Morse Jr. durane varias semanas y no los dejasen en libertad hasta que pagaron una fuerte multa de 250.000 dólares por lo ocurrido.

## Recepción
En el presente, el filme ha sido valorada en portales cinematográficos. En IMDb, por ejemplo, con aproximadamente 1100 votos registrados, la película obtiene una media ponderada de 5,9 sobre 10. En Rotten Tomatoes, donde también ha sido valorada, los menos de 50 votos registrados allí le dieron una valoración media de 3,3 de 5.